# Avation
Avation er en dansk dokumentarfilm fra 2003 med instruktion og manuskript af Faisel Butt og Manyar I. Parwani.

## Handling
To venner søger tilgivelse efter en kammerats død og rejser sammen til Tyrkiet.